# Andrej Majcen
Andrej Majcen, slovenski salezijanec, duhovnik, misijonar in kandidat za svetnika, * 30. september 1904, Maribor, † 30. september 1999, Ljubljana. 

## Življenjepis
Oče Andreja Majcna, ki mu je bilo prav tako ime Andrej je bil uslužbenec na sodišču, sicer pa zaveden Slovenec. Njegova mati Marija (rojena Šlik) je bila frančiškanska tretjerednica.
Andrej Majcen se je rodil v Mariboru. Zaradi očetove službe so se, ko je dopolnil tri leta, preselili v Kozje, leta 1909 pa v Krško.
S petnajtimi leti se je začel izobraževati na učiteljišču v Mariboru. Takoj po štiriletnem študiju je dobil službo v Radni pri Sevnici kot učitelj na osnovni šoli, ki so jo vodili salezijanci. Že po enem letu službe pa se je odločil za vstop v noviciat, ki ga je opravil v Radni, nato pa pot nadeljeval na Rakovniku, kjer je študiral in pomagal pri vodenju obrtnih šol. 
Leta 1933 je bil posvečen v duhovnika, dve leti kasneje pa je odšel v misijone. Naprej je 22 let služil na Kitajskem, nato 22 let v Vietnamu, po izgonu iz države se je vrnil na Rakovnik, kjer je bil predvsem duhovni voditelj in spovednik. Kljub izgonu, ga imajo verniki v deželi, v kateri je po svojem odhodu zapustil 130 nnovih salezijancev, za vietnamskega Don Boska.
Umrl je na svoj 95 rojstni dan, 30. septembra 1999.

## Postopek razglasitve za blaženega
Škofijski postopek razglasitve za blaženega se je začel 24. septembra 2010 in se končal na Majcnovo nedeljo, 29. septembra 2019.